# Arsenal Women Football Club
El Arsenal Women Football Club, anteriormente Arsenal Ladies, es un equipo de fútbol femenino de Londres, Inglaterra, sección del Arsenal Fútbol Club. Fue creada en 1978 y actualmente disputa la Women's Super League, máxima división del fútbol femenino en Inglaterra, donde se han coronado campeonas en tres ocasiones.
El equipo ganó numerosas ligas en los años 1990, y desde 2000 ha sido el mejor equipo de Inglaterra, con once ligas en trece años. En su palmarés destacan los títulos de FA Women's Premier League Cup (10), FA Women's Premier League National Division (12), Women's FA Cup (14), FA Women's League Cup (6) y FA Women's Community Shield (5), siendo en todas las competencias el equipo con más títulos. En 2013 el Liverpool FC acabó con una racha de nueve ligas seguidas del Arsenal. A nivel continental han ganado la Liga de Campeones de la UEFA en dos ocasiones (2007 y 2025), siendo además el único equipo inglés en lograrlo.

## Historia
En 1987 el gerente de equipamiento de la sección masculina del Arsenal Vic Akers ayudó a fundar la sección femenina del club y fue nombrado entrenador. Esta sección comenzó a funcionar bajo el nombre de Arsenal Ladies Football Club. Debido al poco interés que había en el fútbol femenino, Arsenal fue limitado a jugar unas pocos partidos de copa durante los primeros cuatro años y no se convirtió en profesional hasta 2002.

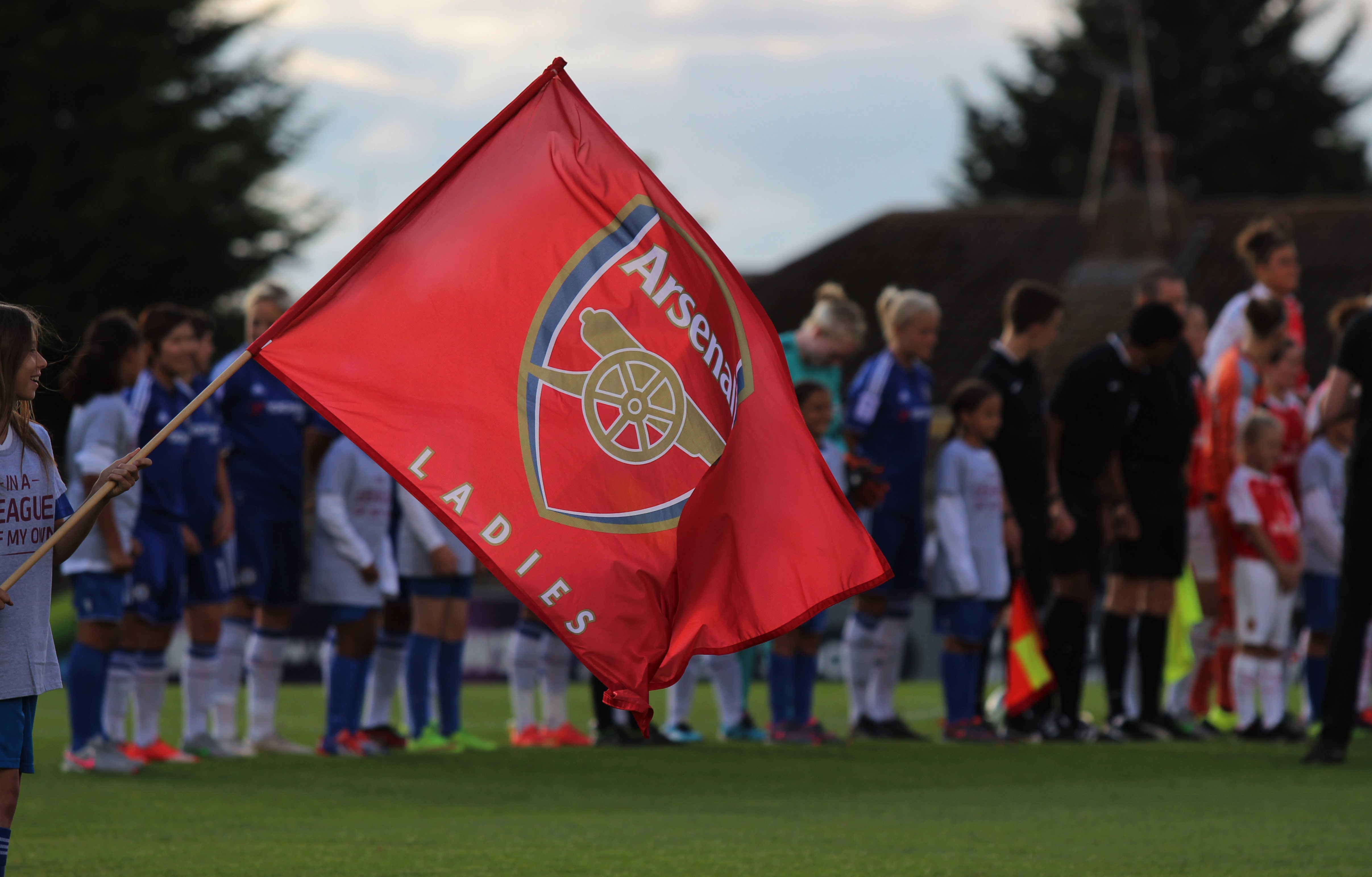
La bandera del Arsenal Ladies.

Las Gunners ganaron su primer título, la FA Women's National League Cup, en la temporada 1991-92. En 1992 ganaron el ascenso a la FA Women's Premier League desde la división Sur y , una temporada más tarde, consiguieron el título de liga. Así empezó un período de dominio para el club, que pronto se movería permanentemente a Meadow Park en Borehamwood, en un acuerdo con el Boreham Wood FC. Tras el éxito del equipo masculino, el Arsenal se esforzó en promocionar y tratar al femenino igualitariamente. En los siguientes 20 años, les proporcionó todas las facetas del deporte, como las tácticas, las finanzas o los entrenamientos con el objetivo de hacer crecer el club lo más posible y alcanzar más trofeos. Durante las décadas de los 90 y del 2000, el Arsenal se adueñó de la Premier League.
Bajo el mandato de Akers, el club disfrutó del éxito doméstico, ganando 11 títulos de liga, 9 Women's FA Cup, 10 Premier League Cup y 5 FA Women's Community Shield. Esto incluía 7 ligas seguidas desde la temporada 2003-04 hasta la 2008-09 y seis temporadas invictas. Además, Akers dirigió al equipo a la mejor temporada en el fútbol femenino inglés en 2006-07, consiguiendo todos los títulos de Inglaterra y la Liga de Campeones de la UEFA. Esto convirtió al Arsenal en el primer y, hasta la fecha, único equipo inglés en ganar la competición. Este exclusivo séxtuple fue reconocido con The Committe Award por la Sports Journalists' Association en 2007.
Akers también marcó nuevos récords en el fútbol femenino inglés, incluyendo seis años invictos en la liga desde octubre de 2003 hasta marzo de 2009, sin perder durante 108 partidos seguidos. En ese tiempo, el Arsenal ganó 51 partidos seguidos entre noviembre de 2005 y abril de 2008. Tras el triple doméstico de la temporada 2008-09, Akers se retiró y fue sucedido por Tony Gervaise. Sin embargo, ocho meses después de haber sido nombrado entrenador, dimitió. La entrenadora reserva Laura Harvey se convirtió en la nueva entrenadora y Gervaise consiguió el puesto que esta tenía con anterioridad.

### FA Women's Super League
Después de un año de interrupción para la preparación de la nueva liga, el Arsenal fue nombrado como uno de los miembros fundadores de la FA Women's Super League, que empezó en 2011.
 El club ganó la primera edición, convirtiéndose en el octavo título inglés seguido, y la Women's FA Cup. Después de un período de dos años sin ganar la liga, se anunció que la escocesa Shelley Kerr sería la nueva entrenadora en 2013. Bajo su mandato, el equipo ganó dos FA Cups, pero, tras un período de derrotas, Kerr dimitió durante la temporada 2014. Fue reemplazada por Pedro Losa. Con él, el club ganó la FA Women's League Cup de 2015 y la Women's FA Cup de 2016. Además ayudó a la reconstrucción del equipo al fichar a jugadoras notables como Beth Mead, Kim Little o las neerlandesas Daniëlle van de Donk y Vivianne Miedema. También utilizó a jugadoras del filial que más tarde se convertirían en piezas clave como Leah Williamson. Sin embargo, en 2017 Losa fue despedido y el puesto de entrenador fue ocupado por Joe Montemurro.

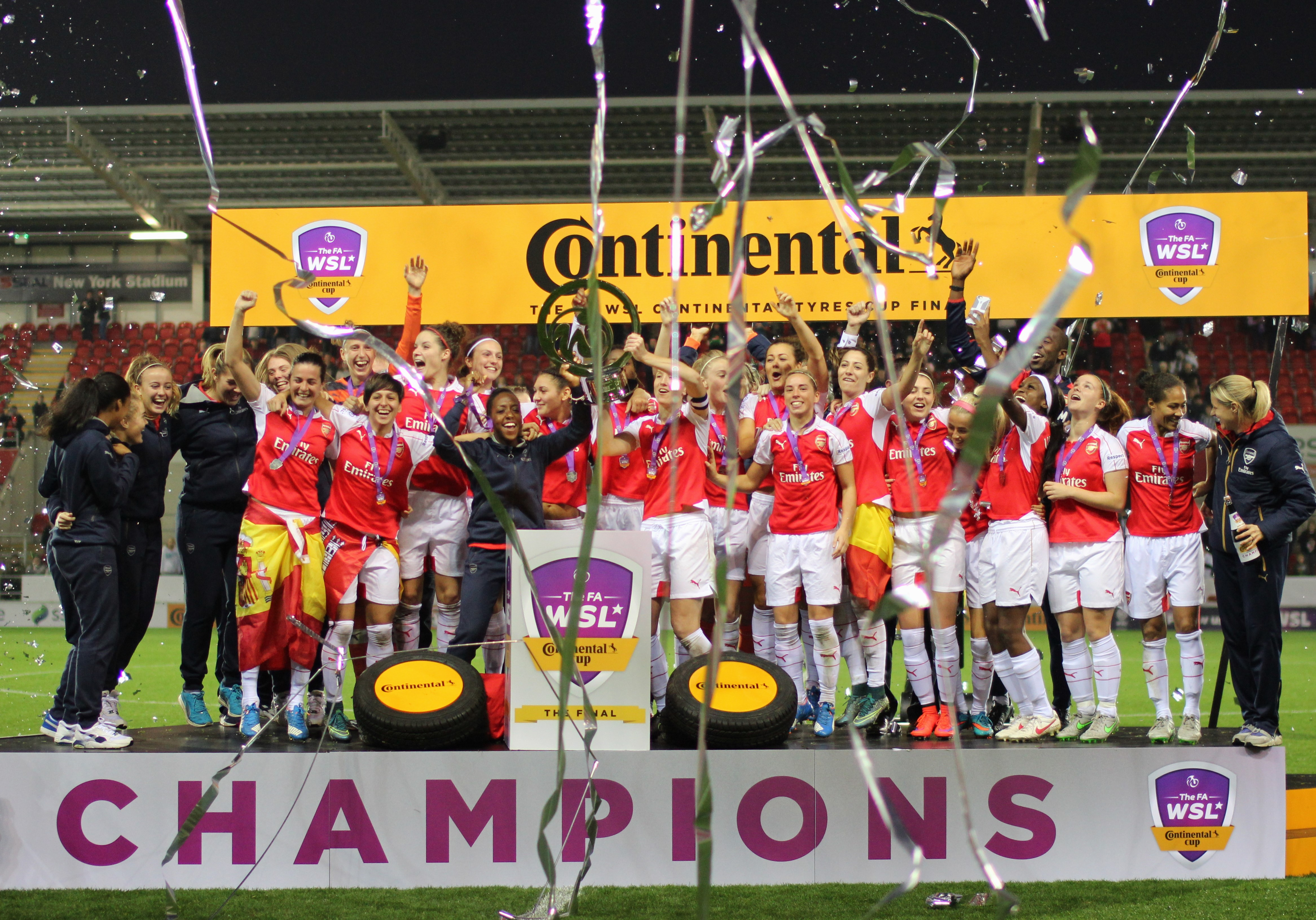
Arsenal celebrando tras ganar la League Cup.

En julio de 2017, la sección femenina fue renombrada como Arsenal Women Football Club. Montemurro dirigió al equipo a conseguir el título de liga en la temporada 2018-19, el primero en 7 años. También significó la vuelta del Arsenal a la Liga de Campeones por primera vez en 5 años. El 17 de mayo del 2021 se anunció la salida definitiva de Joe Montemurro del club. El 28 de junio se anunció que Jonas Eidevall sería el nuevo entrenador.

## Enlace con el Arsenal F. C.
La sección femenina tiene el completo apoyo del Arsenal Football Club. Hay un número de contratados por el Arsenal para coordinar las secciones y la Academia del club. Comparten patrocinadores, Emirates y Adidas (Puma y Nike con anterioridad) y campos de entrenamiento.
Durante los años, las dos secciones han hecho trabajos promocionales juntos y el equipo femenino ha sido alabado por jugadores del masculino como Tony Adams o Patrick Vieira. Antes del Derbi del Norte de Londres masculino de 2008, Cesc Fàbregas (por aquel entonces capitán del equipo) afirmó que creía que el equipo femenino no perdería ante Tottenham Hotspur masculino.

## Instalaciones

### Estadio
La sección femenina del Arsenal juega la mayoría de sus partidos locales en Meadow Park, en Borehamwood, Hertfordshire, y tiene una capacidad de 4.5000 espectadores. Debido a su conexión con el Arsenal FC, se exige que puedan realizarse encuentros en el Emirates Stadium.

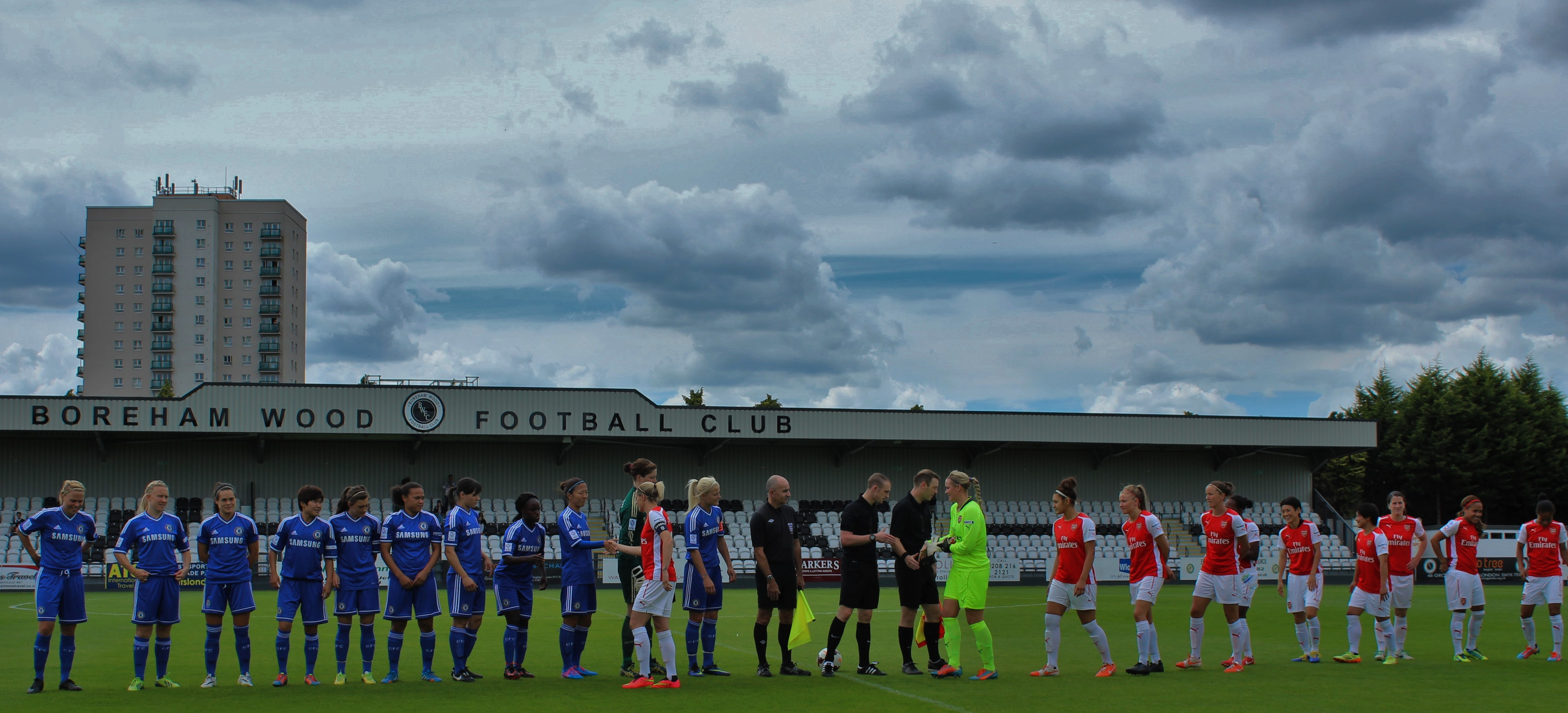
Meadow Park estadio local de Arsenal Women F.C.

### Plantilla

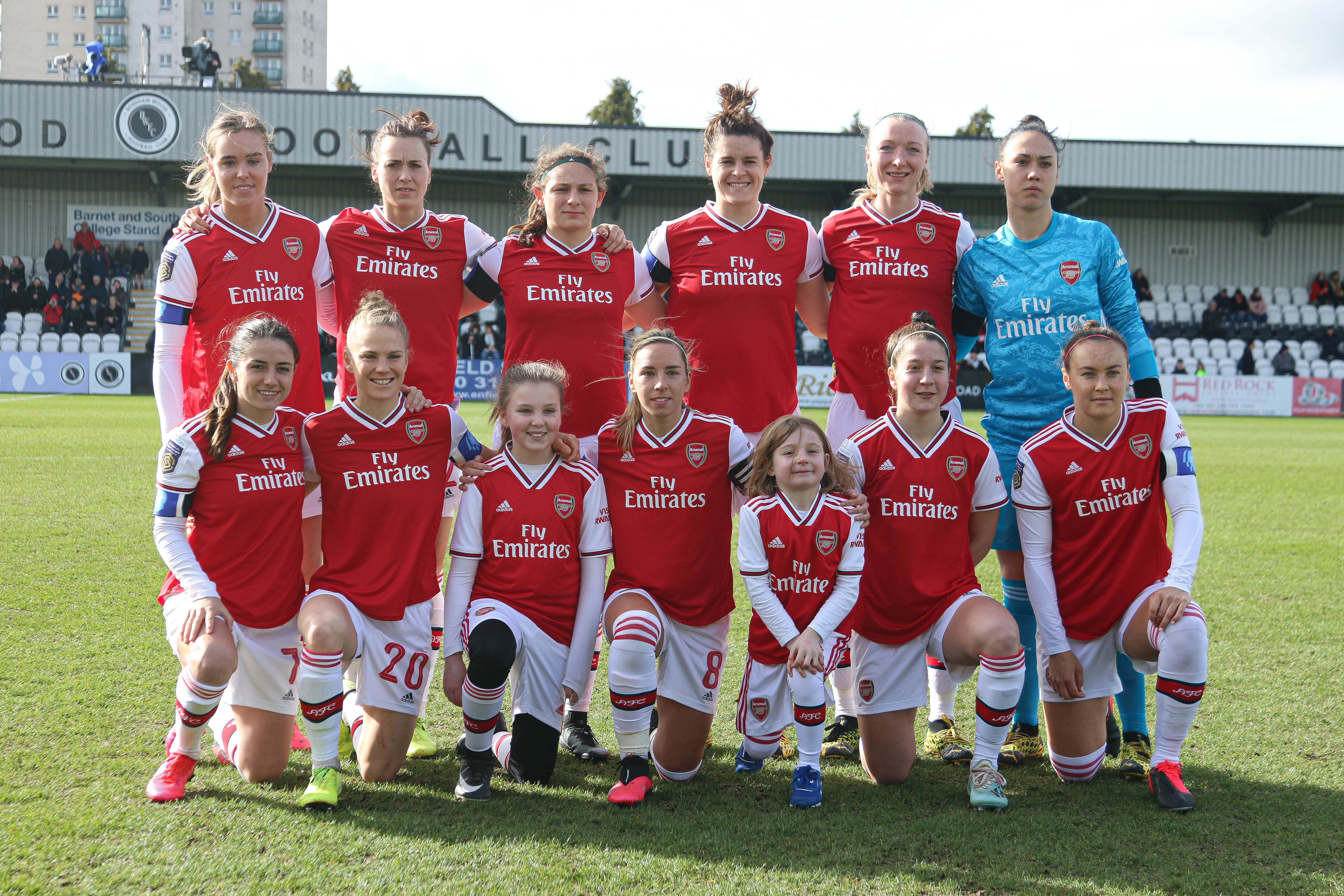
Ruby Grant (arrodillada, segunda por la derecha) y Melisa Filis (de pie, tercera por la derecha) jugando con el primer equipo.

## Jugadoras

### Cesiones
| Pos.           | Nombre            | Término             | Equipo            |
| -------------- | ----------------- | ------------------- | ----------------- |
| Guardameta     | Kaylan Marckese   | Hasta junio de 2024 | Bristol City      |
| Centrocampista | Freya Godfrey     | Hasta junio de 2024 | Charlton Athletic |
| Centrocampista | Michelle Agyemang | Hasta junio de 2024 | Watford           |

### Filial
El Arsenal también consta de un equipo filial, formado principalmente por jugadoras de la Academy. El equipo ha ganado 4 FA Women's Premier Reserve League y 5 FA Women's Premier Reserve League Cups. Entre las futbolistas más destacadas se encuentra Teyah Goldie.

## Equipo técnico

### Historial de entrenadores
| Nombre              | Nacionalidad | Desde                  | Hasta                 |
| ------------------- | ------------ | ---------------------- | --------------------- |
| Vic Akers           | Inglaterra   | 1987                   | 10 de mayo de 2009    |
| Tony Gervaise       | Escocia      | 22 de julio de 2009    | 11 de febrero de 2010 |
| Laura Harvey        | Inglaterra   | 11 de febrero de 2010  | Enero de 2013         |
| Shelley Kerr        | Escocia      | 1 de febrero de 2013   | 1 de junio de 2014    |
| Pedro Martínez Losa | España       | 29 de agosto de 2014   | 25 de octubre de 2017 |
| Joe Montemurro      | Australia    | 7 de noviembre de 2017 | 1 de junio de 2021    |
| Jonas Eidevall      | Suecia       | 28 de junio de 2021    | 15 de octubre de 2024 |
| Renée Slegers       | Países Bajos | 15 de octubre de 2024  | 7 !                   |

### Equipo técnico

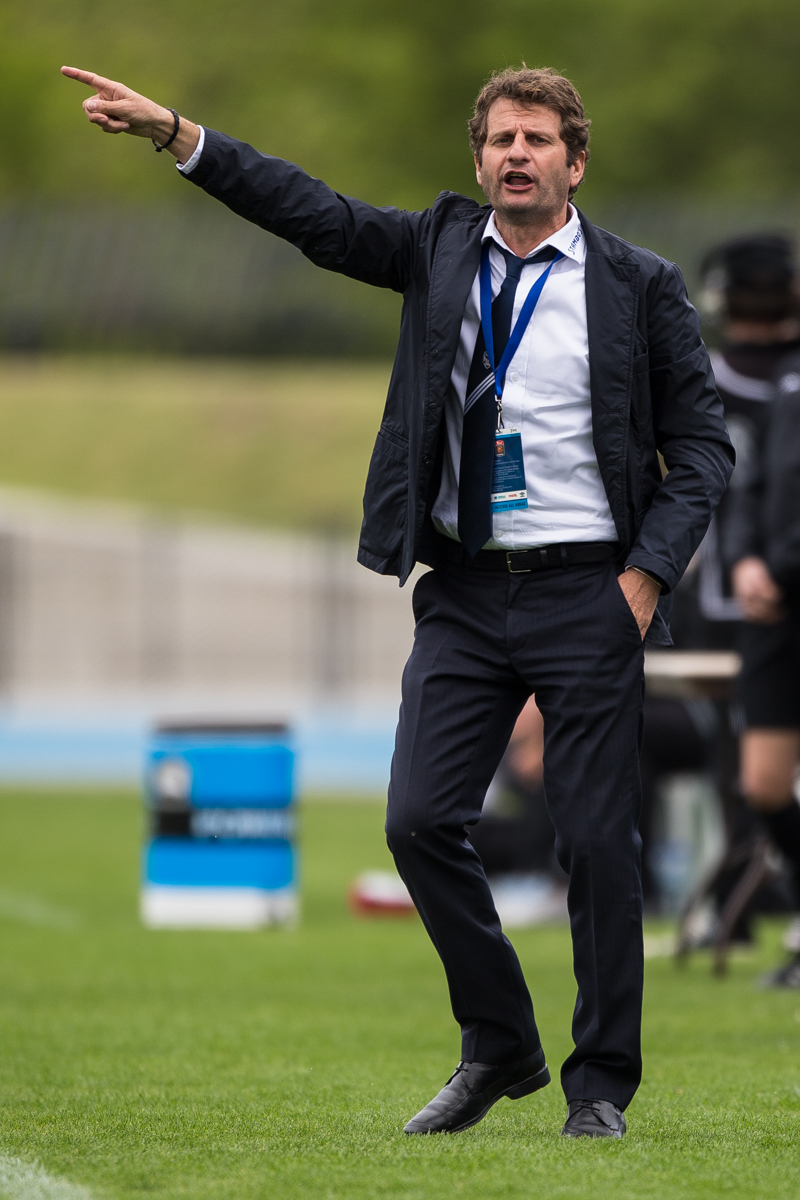
Joe Montemurro, quien fue el entrenador desde el 2017 hasta el 2021.

Actualizado el 8 de diciembre de 2022.
| Posición                                       | Nombre             |
| ---------------------------------------------- | ------------------ |
| Presidenta de la sección femenina              | Clare Wheatley     |
| Entrenadora                                    | Renée Slegers      |
| Asistente                                      | Aaron D'Antino     |
| Asistente y entrenador de desarrollo personal  | Leanne Hall        |
| Entrenador de arqueros                         | Sebastian Barton   |
| Entrenador de acondicionamiento                | Eoin Clarkin       |
| Jefe de medicina deportiva y ciencia deportiva | Gary Lewin         |
| Médico                                         | Dionisio Izquierdo |
| Fisioterapeuta                                 | Rose Glendinning   |
| Sicólogo deportivo                             | Matt Domville      |
| Analista                                       | Jonny Dixon        |

## Historial en la Liga de Campeones
| Temporada | Ronda                    | Club                  | Fuera                | Casa                 | Resultado            |
| --------- | ------------------------ | --------------------- | -------------------- | -------------------- | -------------------- |
| 2001–02   | Fase de grupos           | Bern                  | 4–0                  | 4–0                  | 4–0                  |
| 2001–02   | Fase de grupos           | Hapoel Tel Aviv       | 7–0                  | 7–0                  | 7–0                  |
| 2001–02   | Fase de grupos           | AZS Wrocław           | 2–1                  | 2–1                  | 2–1                  |
| 2001–02   | Cuartos de final         | Toulouse              | 1–2                  | 1–1 1                | 2–3                  |
| 2002–03   | Fase de grupos           | Gömrükçü Baku         | 6–0                  | 6–0                  | 6–0                  |
| 2002–03   | Fase de grupos           | Levante               | 2–1                  | 2–1                  | 2–1                  |
| 2002–03   | Fase de grupos           | Eendracht Aalst       | 7–0                  | 7–0                  | 7–0                  |
| 2002–03   | Cuartos de final         | Toulouse              | 0–2 1                | 1–1                  | 2–3                  |
| 2002–03   | Semifinal                | Fortuna Hjørring      | 1–3 1                | 1–5                  | 2–8                  |
| 2004–05   | Fase de grupos           | Athletic Club         | 2–2                  | 2–2                  | 2–2                  |
| 2004–05   | Fase de grupos           | Aegina                | 7–1                  | 7–1                  | 7–1                  |
| 2004–05   | Fase de grupos           | Djurgårdens IF        | 1–0                  | 1–0                  | 1–0                  |
| 2004–05   | Cuartos de final         | Torres                | 0–2 1                | 4–1                  | 4–3                  |
| 2004–05   | Semifinal                | Djurgårdens IF        | 1–1 1                | 0–1                  | 1–2                  |
| 2005–06   | Fase de grupos           | KŚ AZS Wrocław        | 3–1                  | 3–1                  | 3–1                  |
| 2005–06   | Fase de grupos           | Lada Togliatti        | 1–0                  | 1–0                  | 1–0                  |
| 2005–06   | Fase de grupos           | Brøndby IF            | 0–1                  | 0–1                  | 0–1                  |
| 2005–06   | Cuartos de final         | Fráncfort             | 1–1 1                | 1–3                  | 2–4                  |
| 2006–07   | Fase de grupos           | WFC Rossiyanka        | 5–4                  | 5–4                  | 5–4                  |
| 2006–07   | Fase de grupos           | Femina Budapest       | 6–0                  | 6–0                  | 6–0                  |
| 2006–07   | Fase de grupos           | Brøndby IF            | 1–0                  | 1–0                  | 1–0                  |
| 2006–07   | Cuartos de final         | Breiðablik UBK        | 5–0 1                | 4–1                  | 9–1                  |
| 2006–07   | Semifinal                | Brøndby IF            | 2–2                  | 3–0                  | 5–2                  |
| 2006–07   | Final                    | Umeå IK               | 1–0 1                | 0–0                  | 1–0                  |
| 2007–08   | Fase de grupos           | Alma                  | 4–0                  | 4–0                  | 4–0                  |
| 2007–08   | Fase de grupos           | SV Neulengbach        | 7–0                  | 7–0                  | 7–0                  |
| 2007–08   | Fase de grupos           | Bardolino             | 3–3                  | 3–3                  | 3–3                  |
| 2007–08   | Cuartos de final         | Olympique de Lyon     | 0–0 1                | 2–3                  | 2–3                  |
| 2008–09   | Fase de grupos           | Zürich                | 7–2                  | 7–2                  | 7–2                  |
| 2008–09   | Fase de grupos           | SV Neulengbach        | 6–0                  | 6–0                  | 6–0                  |
| 2008–09   | Fase de grupos           | Olympique de Lyon     | 0–3                  | 0–3                  | 0–3                  |
| 2008–09   | Cuartos de final         | Umeå IK               | 0–6                  | 3–2 1                | 3–8                  |
| 2009–10   | Dieciseisavos de final   | PAOK Salónica         | 9–0 1                | 9–0                  | 18–0                 |
| 2009–10   | Octavos de final         | Duisburg              | 1–2 1                | 0–2                  | 1–4                  |
| 2010–11   | Dieciseisavos de final   | Mašinac Niš           | 3–1 1                | 9–0                  | 12–1                 |
| 2010–11   | Octavos de final         | Rayo Vallecano        | 0–2 1                | 4–1                  | 4–3                  |
| 2010–11   | Cuartos de final         | Linköpings            | 2–2                  | 1–1 1                | 3–3(rgv)             |
| 2010–11   | Semifinal                | Olympique de Lyon     | 0–2 1                | 2–3                  | 2–5                  |
| 2011-12   | Dieciseisavos de final   | Bobruichanka Bobruisk | 4–0 1                | 6–0                  | 10–0                 |
| 2011-12   | Octavos de final         | Rayo Vallecano        | 1–1 1                | 5–1                  | 6–1                  |
| 2011-12   | Cuartos de final         | Göteborg              | 0–1                  | 3–1 1                | 3–2                  |
| 2011-12   | Semifinal                | Fráncfort             | 0–2                  | 1–2 1                | 1–4                  |
| 2012–13   | Dieciseisavos de final   | Barcelona             | 3–0 1                | 4–0                  | 7–2                  |
| 2012–13   | Octavos de final         | Turbine Potsdam       | 4–3                  | 2–1 1                | 6–4                  |
| 2012–13   | Cuartos de final         | Torres                | 1–0                  | 3–1 1                | 4–1                  |
| 2012–13   | Semifinal                | Wolfsburgo            | 1–2                  | 0–2 1                | 1–4                  |
| 2013–14   | Dieciseisavos de final   | CSHVSM-Kairat         | 7–1 1                | 11–1                 | 18–2                 |
| 2013–14   | Octavos de final         | Glasgow City          | 3–2                  | 3–0 1                | 6–2                  |
| 2013–14   | Cuartos de final         | FC Barcelona          | 0–1 1                | 0–2                  | 0–3                  |
| 2019–20   | Dieciseisavos de final   | Fiorentina            | 4–0 1                | 2–0                  | 6–0                  |
| 2019–20   | Octavos de final         | Slavia Praga          | 5–2 1                | 8–0                  | 13–2                 |
| 2019–20   | Cuartos de final         | Paris Saint-Germain   | 1–2 ( San Sebastián) | 1–2 ( San Sebastián) | 1–2 ( San Sebastián) |
| 2021–22   | Fase de grupos (Ronda 1) | PSV Eindhoven         | 3–1                  | 3–1                  | 3–1                  |
| 2021–22   | Fase de grupos (Ronda 2) | Slavia Praga          | 4–0                  | 3–0 1                | 7–0                  |
| 2021–22   | Fase de grupos           | FC Barcelona          | 1–4 1                | 0–4                  | 1–8                  |
| 2021–22   | Fase de grupos           | Hoffenheim            | 1–4                  | 4–0 1                | 5–4                  |
| 2021–22   | Fase de grupos           | HB Køge               | 5–1 1                | 3–0                  | 8–1                  |
| 2022-23   | Ronda 2                  | Slavia Praga          | 1–0                  | 2–2 1                | 3–2                  |
| 2022-23   | Fase de grupos           | Olympique de Lyon     | 5–1 1                | 0–1                  | 5–2                  |
| 2022-23   | Fase de grupos           | Zürich                | 9–1                  | 3–1 1                | 12–1                 |
| 2022-23   | Fase de grupos           | Juventus              | 1–0                  | 1–1 1                | 2–1                  |
| 2022-23   | Cuartos de final         | Bayern de Múnich      | 0–11                 | 2–0                  | 2–1                  |
| 2022-23   | Semifinal                | Wolfsburgo            | 2–21                 | 2–3                  | 4–5                  |

1 Partidos de ida.

## Palmarés

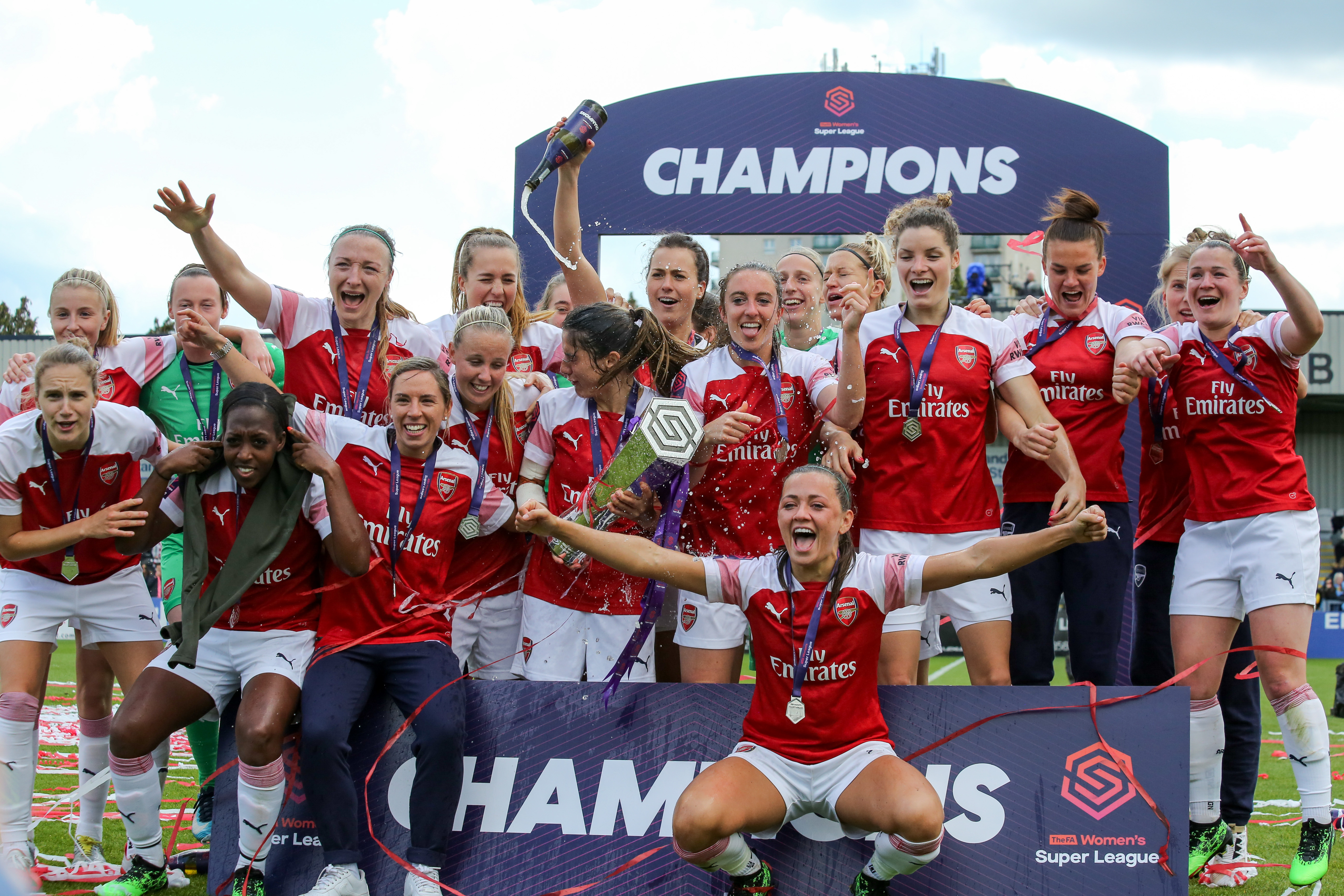
Arsenal celebrando su último título de liga.

### Títulos nacionales (50)
- Women's Super League (3) : 2011, 2012, 2018-19.
- FA Women's Premier League Cup (10) (récord): 1991-92, 1992-93, 1993-94, 1997-98, 1998-99, 1999-00, 2000-01, 2004-05, 2006-07, 2008-09.
- FA Women's Premier League National Division: (12) (récord): 1992-93, 1994-95, 1996-97, 2000-01, 2001-02, 2003-04, 2004-05, 2005-06, 2006-07, 2007-08, 2008-09, 2009-10.
- Women's FA Cup (14) (récord): 1992-93, 1994-95, 1997-98, 1998-99, 2000-01, 2003-04, 2005-06, 2006-07, 2007-08, 2008-09, 2010-11, 2012-13, 2013-14, 2015-16.
- League Cup (6) (récord): 2011, 2012, 2013, 2015, 2017-18, 2022-23.
- FA Women's Community Shield (5) (récord): 2000 (compartido), 2001, 2005, 2006, 2008.

### Títulos internacionales (2)
- Liga de Campeones (2): 2006-07, 2024-25

### Condado
- FA Women's Cup del Condado de Londres (10) (récord): 1994-95, 1995-96, 1996-97, 1999-00, 2003-04, 2006-07, 2007-08, 2008-09, 2009-10, 2010-11